# Jon Albers
Jon Albers (* 1976) ist ein deutscher klassischer Archäologe.

## Werdegang
Nach Ableistung einer Tätigkeit als Soldat auf Zeit der Bundeswehr in Hamburg studierte Jon Albers Klassische Archäologie, Alte Geschichte, mittelalterliche Geschichte, Geschichte der Naturwissenschaften und Filmwissenschaften an der Universität Hamburg und der Humboldt-Universität zu Berlin. Im Jahr 2006 schloss er sein Studium mit dem Magister Artium in Hamburg ab. Er arbeitete anschließend als wissenschaftlicher Mitarbeiter an der Universität Bern, an der er 2009 mit der Arbeit Campus Martius. Die urbane Entwicklung des römischen Marsfeldes von der Republik bis in die mittlere Kaiserzeit promoviert wurde. Ab 2009 war er wissenschaftlicher Mitarbeiter an der Universität Bonn, an der 2015 mit einer Arbeit über etruskische Kultbauten (Kultbauten und Heiligtümer in Etrurien. Architektur und topographische Lage etruskischer Heiligtümer von ihren Anfängen bis in die Zeit der römischen Eroberung) die Habilitation erfolgte. In den Sommersemestern 2016 und 2018 lehrte Albers als Gastprofessor an der Freien Universität Berlin. Ab dem Wintersemester 2018 vertrat er den Lehrstuhl für Klassische Archäologie an der Universität Bochum, zum Sommersemester 2020 wurde er dort zum Professor für Klassische Archäologie mit dem Schwerpunkt Siedlungen und Landschaften berufen. Albers war von 2010 bis 2014 Mitglied im Hauptausschuss des Deutschen Archäologen-Verbandes.
In seinen Forschungen beschäftigt sich Jon Albers unter anderem mit den Kulturen des antiken Mittelmeerraumes, der antiken Stadtforschung sowie den vorrömischen Kulturen Italiens.

## Schriften (Auswahl)
- Der Tempel von Celle in Civita Castellana. Untersuchungen zu etruskischer Architektur, zum Terrakottaschmuck und Sakralwesen am Beispiel eines faliskischen Heiligtums vom sechsten bis ersten Jahrhundert vor Christus. Tenea, Berlin 2007.
- Campus Martius. Die urbane Entwicklung des Marsfeldes von der Republik bis zur mittleren Kaiserzeit. Reichert, Wiesbaden 2013, ISBN 978-3-89500-921-1 (Dissertation).